# Pedro Charters d'Azevedo
Pedro Charters d'Azevedo (Lisboa, 3 de novembro de 1946) é um pintor português, com uma obra caracterizada pelo simbolismo da sua arte e pela capacidade evocar sentimentos e emoções, sem se limitar a um estilo ou escola artística.

## Biografia
Pedro Charters d'Azevedo nasceu em Lisboa e frequentou a Sociedade Nacional de Belas Artes de Lisboa como pintor. É autodidata e começou a pintar regularmente em 1998, iniciando sua atividade pública em 1999. Desde então, realizou exposições regulares em várias cidades de Portugal.
Ao longo da sua carreira recebeu vários prémios, nacionais e internacionais. Está presente em várias obras . Em 2011 foi escolhido para realizar o retrato do Cardeal Patriarca de Lisboa D. José Policarpo e fez também o retrato da protagonista, Jessica Athayde, na série a Herdeira.
Contínua a produzir com participação na cena pública portuguesa, mantendo a sua capacidade de transmitir sentimentos e emoções a quem observa a sua obra. Para além disso mantém uma procura por novos métodos para a sua arte, tendo já utilizado materiais diversos como ferro, madeira, cerâmica e pedra nas suas esculturas e materiais do dia a dia, reciclados ou da natureza nas suas pinturas. 
As principais correntes artísticas que o influenciaram foram o expressionismo, surrealismo ou abstracionismo assim como elementos da cultura portuguesa.

## Prémios[15]
- Concurso "I Prémio Columbina"(2001) - 3º Prémio de Pintura
- 33e Salon Concours Internationale 2003 – Gembloux – Belgique - Médaille d’Or Nationale Belge
- Exposition Internationale 2003 – Paris - Médaille d’Or Nationale Française
- 8º Concurso International de Prestigio – 2003 – Madrid - Medalha de Prata – Espanha
- Internationalen Ausstellung der A.E.A. (Vőcklabruck), Ősterreich) - Silbermedaille
- 34e Salon Concours Internationale 2004 – Gembloux – Belgique - Médaille d’Argent Internationale Belge
- Exposition Internationale 2004 – Paris - Médaille d’Or Internationale
- 35e Salon Concours Internationale 2005 – Gembloux – Belgique - Médaille d’Argent Internationale - Bélgica
- Exposition Internationale 2005 – Paris - Médaille d’Or Internationale
- 36e Salon Concours Internationale 2006 – Gembloux – Belgique - Médaille d’Or Nationale – Belgica
- Exposition Interrnationale 2006 – Paris - Médaille d’Or Nationale
- 38e Salon Concours Internationale 2008 – Gembloux – Belgique - Médaille d’Argent Nationale - Bélgica
- Pintar a Cidade de Ponte de Sor – Ponte de Sor(2009) - 2º Prémio de Pintura
- "State of the Art - Estoril Art Exhibition”,Estoril(2014) - Medalha de Bronze
- Exposição - Europa Brasil, uma só arte - Sociedade de Medicina e Cirurgia, Juiz de Fora(2014) - Prémio "Obra-Prima" - Brasil
- “5th International Exhibition of small Format 20x20 cm, Figueira da Foz, Portugal(2015) - Creativity Prize
- Prémio Mário Silva, Figueira da Foz(2016) - Medalha "Menção Honrosa de Ouro"
- Art Shopping Carrousel du Louvre, AAAGP – Paris, França(2017) Troféu Bronze

## Entidades representativas que possuem quadros
- Assembleia da República
- Musée du Petit Format – Nismes, Viroinval – Bélgica
- Museu Municipal Carlos Reis – Torres Novas
- Casa-Museu Barbosa Du Bocage - Setúbal
- Casa-Museu Silvestre Raposo – Vila Nova de são Bento
- Casa do Brasil - Santarém
- Biblioteca Municipal Afonso Lopes Vieira – Leiria
- Câmara Municipal de Torres Novas
- Câmara Municipal de Leiria
- Câmara Municipal de Albufeira
- Câmara Municipal de Setúbal
- Câmara Municipal de Aljezur
- Câmara Municipal de Amadora
- Câmara Municipal de Sintra
- Câmara Municipal de Mafra

## Família
É filho de Roberto Manuel Coutinho de Oliveira Charters d'Azevedo e Maria Eduarda da Costa Pereira Monteiro Charters d'Azevedo e é casado com Maria Teresa Pereira Gorjão Clara Charters d'Azevedo Tem 2 irmãos, 4 filhos e 5 netos. É primo do artista João Charters de Almeida e da designer de jóias Maria João Bahia. 